# Karl Reger
Karl Reger (ur. 7 września 1930 w Giescheid, zm. 27 marca 2024 w Schleiden) – niemiecki duchowny rzymskokatolicki, biskup pomocniczy diecezji akwizgrańskiej w latach 1987-2006. 

## Życiorys
Święcenia kapłańskie przyjął 25 lipca 1960 i został inkardynowany do diecezji akwizgrańskiej. 23 grudnia 1986 papież Jan Paweł II mianował go biskupem pomocniczym jego macierzystej diecezji ze stolicą tytularną Árd Sratha. Sakrę otrzymał 7 lutego 1987 z rąk Klausa Hemmerle, ówczesnego biskupa diecezjalnego Akwizgranu. We wrześniu 2005 osiągnął biskupi wiek emerytalny, 75 lat, i przedłożył papieżowi swoją rezygnację. Została ona przyjęta z dniem 15 marca 2006, kiedy to przeszedł na emeryturę. Zmarł 27 marca 2024. 